# Live at Jacksonville
Live at Jacksonville is het tweede in een reeks livealbums van de Britse groep King Crimson.
Deze live-opnamen zijn wederom van King Crimson zelf en zijn met dezelfde apparatuur opgenomen als hun eerste officiële livealbum Earthbound, het wellicht slechtst opgenomen livealbum aller tijden. Deze opnamen klinken redelijk; in ieder geval beter dan die van de lp-versie van Earthbound.

## Geschiedenis en musici
De spanningen tussen de musici begonnen al aardig op te lopen; Peter Sinfield was al opgestapt vanwege conflicten met Fripp. Fripp zegt dan ook in de toelichting dat deze bezetting wellicht de meest ongelukkige is geweest; men zat alle vier niet op hun plek:
- Robert Fripp - gitaar, mellotron; een dan al op-en-top Engelsman
- Mel Collins - saxofoon, fluit en mellotron; kwam van uit de jazzrichting
- Boz Burrell - basgitaar en zang; bleek niet geschikt als zanger, maar de groep moest is; was achteraf gezien meer op zijn plaats geweest in een blues- of hardrockband
- Ian Wallace - drums, zang

## Composities
1. Pictures of a city
2. Cirkus
3. Ladies of the road
4. Formentera lady
5. The Sailor's tale
6. 21st Century Schizoid Man

## Trivia
- Collins, Burrell en Wallace verlaten na deze tournee de groep en spelen verder in Alexis Corner, die hun Amerkinaase tournee vergezelde.
- Collins gaat daarna verder in Caravan en Camel.
- Burrell is een van de oprichters van Bad Company.
- Ian Wallace toert in de verre toekomst met Bob Dylan en speelt zelfs op de inauguratie van Bill Clinton.
- Earthbound heeft een dermate slechte geluidskwaliteit dat de Amerikaanse tak van EG Records weigert het uit te brengen.

Jaren 60: mei, juni 1969; Marquee Londen · 5 juli 1969; Hyde Park Londen · 21/22 november 1969; San Francisco
Jaren 70: 11 mei 1971; Plymouth · 10 augustus 1971; Marquee Londen · 16 oktober 1971; Brighton · 13 december 1971; Detroit · 26 februari 1972: Jacksonville · 27 februari 1972;Orlando · 12 maart 1972; Denver radio · 13 maart 1972; Denver live · 27 maart 1972; Boston · 13 oktober 1972; Frankfurt am Main · 17 oktober 1972; Bremen · 13 november 1972; Guildford · 15 november 1973; Zürich · 29 maart 1974; Heidelberg · 30 maart 1974; Mainz · 1 april 1974: Kassel · 24 juni 1974, Toronto· 1 juli 1974, New York
Jaren 80: 30 april 1981; Bath · 30 juli 1982; Philadelphia · 2 augustus 1982; New York · 13 augustus 1982; Berkeley · 25 augustus 1982; Cap D’Agde · 29 september 1982; München · 17-30 januari 1983; studiowerk · mei-november 1983
Jaren 90: VROOOM sessies;april/mei 1994; studio · 1 juli 1995; Wiltern · 20-25 november 1995; Broadway · 29 november 1995; Chicago · 26 augustus 1996; 2e maal Philadelphia · mei 1997; Nashville studio · 1-4 december 1997 (P1) · 4 juni 1998; Chicago (P2) · 1 juli 1998; Northampton (P2) · 1 november 1998; San Francisco (P4) · 25 maart 1999; Austin (P3)
Jaren vanaf 2000: 11 juni 2000; Warschau · 9/10 november 2001; Nashville live · 3 maart 2003: Alexandria (P3) · april 2003 · najaar 2003; Japan · 20 juni 2003; Milaan · 16 november 2003; New Haven ·  28 juni 2017; Chicago